# I Don’t Wanna Lose You
I Don’t Wanna Lose You ist ein Lied der US-amerikanischen Sängerin Tina Turner. Die Pop-Ballade wurde im November 1989 als zweite Single, in einigen Gebieten als dritte Single, aus dem Album Foreign Affair ausgekoppelt.

## Entstehung und Inhalt
I Don’t Wanna Lose You wurde von Albert Hammond und Graham Lyle geschrieben und zusammen mit Roger Davies für Turners Album Foreign Affair produziert. Hammond und Lyle schrieben „I Don’t Wanna Lose You“ in einer einzigen Sitzung, wobei der Großteil in nicht mehr als zwanzig Minuten fertig war.
Der Songtext handelt davon, dass die Protagonistin, die auf der Suche nach wahrer Liebe ist, einen geliebten Menschen nicht verlieren möchte.

## Veröffentlichung und Rezeption
Der Song wurde im November 1989 über Capitol Records als zweite Single des Albums in Großbritannien und Irland und im Februar 1990 als dritte Single in ganz Europa und in Australien veröffentlicht. In letzteren Gebieten wurde Steamy Windows zuerst ausgekoppelt. Auf der B-Seite von I Don’t Wanna Lose You befindet sich der Song Not Enough Romance. I Don’t Wanna Lose You erschien auch auf vielen Kompilationsalben.
I Don’t Wanna Lose You wurde zu einem Top-Ten-Hit in Belgien (Flandern, Platz neun), Spanien (Platz drei) und Großbritannien, wo er Platz acht erreichte. Der Song ist in letzterem Land Turners fünfte Top-Ten-Single und erreichte darüber hinaus in einigen weiteren Charts mindestens die Top-40, so in Deutschland, wo er auf Platz 38 kam, in Österreich mit Platz 20 und in der Schweiz mit Platz 30.
Die Songwriter Albert Hammond und Graham Lyle veröffentlichten jeweils eine Coverversion des Songs.

## Musikvideo
Das Musikvideo wurde unter der Regie von Dominic Sena gedreht. Es sind verschiedene Flirtszenen zwischen Mann und Frau zu sehen. Schauspieler waren unter anderem Djimon Hounsou und Musetta Vander. Zwischendurch singt Tina Turner das Lied auf einem Balkon. Das Video wurde bei YouTube über 26 Millionen Mal abgerufen (Stand: Januar 2021).